# Weekends with Adele
Weekends with Adele — перша концертна резиденція британської співачки Адель, що проходитиме в Колізеї в Палаці Цезаря з 18 листопада 2022 року і триватиме до 25 березня 2023 року та складатиметься з п'ятимісячної серії п'ятничних і суботніх вечірніх концертів.

## Передісторія
Спочатку резиденція була запланована на період з 21 січня по 16 квітня 2022 року, але вона була відкладена 20 січня, коли Адель оголосила про перенесення всієї резиденції, сказавши: "Мені дуже шкода, але моє шоу ще не готове. Половина моєї команди хворіє на COVID, і було неможливо закінчити шоу". Вона також назвала причиною "затримки з доставкою" і вибачилася перед шанувальниками, багато з яких підтримали її позицію, в той час, як інші розкритикували її рішення "в останню хвилину", що коштувало "бронювання квитків і готелів". 24 перенесені дати, разом з вісьмома додатковими датами, були оголошені 25 липня. Вона додала до своєї резиденції два новорічних шоу на вихідних у п'ятницю, 30 грудня, і в суботу, 31 грудня 2022 року.
[1]

## Сприйняття критиками
Виступ був одностайно схвалений критиками. Кеті Аткінсон з Billboard назвала виступ "надзвичайно вражаючим і захоплюючим", додавши: "Було дуже приємно бачити артистку такого рівня, яка була присутня на сцені та взяла все, чого вона досягла за цей час: "Було чудово бачити, як виконавиця її рівня була настільки присутня і вбирала в себе все, чого вона досягла, щоб прийти до цього моменту". За словами Ліндсі Золадз з The New York Times, "виступ Адель на сцені захоплює дух, сповнений драматизму та елегантності, що відповідає її голосу". У своєму огляді шоу, який отримав 4/4 зірки, Кейран Саузерн з "Таймс" сказав, що шоу було "вражаючим, інтимним і вартим очікування". Ніл МакКормік з The Telegraph також поставив ідеальну оцінку, назвавши шоу "інтимним, видовищним, ексцентричним, але водночас витонченим і багатим на емоції".

## Перелік пісень
Це перелік пісень, опублікований на Billboard станом на 19 листопада 2022 року. У ньому можуть бути представлені не всі концерти.
 
1. "Hello"
2. "Easy on Me"
3. "Turning Tables"
4. "Take It All"
5. "I Drink Wine"
6. "Water Under the Bridge"
7. "Send My Love (To Your New Lover)"
8. "Oh My God"
9. "One and Only"
10. "Don't You Remember"
11. "Rumour Has It"
12. "Skyfall"
13. "Hometown Glory"
14. "Love in the Dark"
15. "Set Fire to the Rain"
16. "When We Were Young"
17. "Hold On"
18. "Someone Like You"
19. "Rolling in the Deep"
20. "Love Is a Game"

## Концерти
| Дата                | Відвідуваність | Дохід |
| 18 листопада 2022 р |                |       |
| 19 листопада 2022 р |                |       |
| 25 листопада 2022 р |                |       |
| 26 листопада 2022 р |                |       |
| 2 грудня 2022 р     |                |       |
| 3 грудня 2022 р     |                |       |
| 9 грудня 2022 р     |                |       |
| 10 грудня 2022 р    |                |       |
| 16 грудня 2022 р    |                |       |
| 17 грудня 2022 р    |                |       |
| 23 грудня 2022 р    |                |       |
| 24 грудня 2022 р    |                |       |
| 30 грудня 2022 р    |                |       |
| 31 грудня 2022 р    |                |       |
| ------------------- | -------------- | ----- |

| Дата              | Відвідуваність | Дохід |
| 20 січня 2023 р   |                |       |
| 21 січня 2023 р   |                |       |
| 27 січня 2023 р   |                |       |
| 28 січня 2023 р   |                |       |
| 3 лютого 2023 р   |                |       |
| 4 лютого 2023 р   |                |       |
| 10 лютого 2023 р  |                |       |
| 11 лютого 2023 р  |                |       |
| 17 лютого 2023 р  |                |       |
| 18 лютого 2023 р  |                |       |
| 24 лютого 2023 р  |                |       |
| 25 лютого 2023 р  |                |       |
| 3 березня 2023 р  |                |       |
| 4 березня 2023 р  |                |       |
| 10 березня 2023 р |                |       |
| 11 березня 2023 р |                |       |
| 17 березня 2023 р |                |       |
| 18 березня 2023 р |                |       |
| 24 березня 2023 р |                |       |
| 25 березня 2023 р |                |       |
| Всього            | —              | —     |
| ----------------- | -------------- | ----- |